# Вышкинд, Павел Абрамович
Павел Абрамович Вышкинд (1910—1997) — советский фотограф.
Член Союза журналистов СССР, участник Великой Отечественной войны, лауреат областных, всесоюзных и международных выставок.

## Биография
Родился 13 июля 1910 года в Астрахани в семье рабочего-шорника Абрама Залмановича Вышкинда и Фрумы Менделевны Рахмилевич (уроженцев Паричей).
Увлёкся фотографией еще в школьные годы, когда у него впервые появился фотоаппарат. Был председателем фотокружка и членом редколлегии школьной газеты. Первый его снимок был опубликован осенью 1929 года на страницах астраханской газеты «Коммунист» (ныне «Волга»).
В 1931 году Вышкинд приехал в Нижний Новгород, где стал внештатным сотрудником волжской газеты. С апреля 1939 года по приказу начальника пароходства А. Н. Вахтурова и по просьбе редакции Павел Абрамович был принят в штат газеты. Так он стал фотожурналистом-речником.
Через месяц после начала Великой Отечественной войны, сменив речную форму на военную, он ушел на службу в артиллерийский полк Московского военного округа. Здесь, одновременно с военной подготовкой, Вышкинд выполнял задания газеты «Красный воин».
После окончания войны, учитывая авторитет и способности, Павлу Вышкинду было предложено стать фотокорреспондентом Министерства речного флота СССР.
Умер 11 января 1997 года в Нижнем Новгороде. Похоронен на кладбище «Марьина Роща».
Его сын — Юрий Павлович Вышкинд — ветеран Волжского пароходства.

## Награды
- Награждён медалями «За Победу над Германией», «За взятие Кенигсберга», «За трудовое отличие», «300 лет Российскому флоту», знаком «Отличник речного флота».